# Piotr Giza
Piotr Giza (Cracovia, Polonia, 28 de febrero de 1980) es un exfutbolista polaco que jugaba en la posición de mediapunta. Internacional con la selección de fútbol de Polonia en cuatro ocasiones, fue uno de los componentes de equipo polaco en la Copa Mundial de Fútbol de 2006, pero no llegó a disputar ningún partido.

## Clubes
| Club             | País    | Año       |
| ---------------- | ------- | --------- |
| Wisla Cracovia   | Polonia | 1996-1997 |
| Kabel Cracovia   | Polonia | 1997-2000 |
| Świt Krzeszowice | Polonia | 2000-2002 |
| KS Cracovia      | Polonia | 2002-2007 |
| Legia Varsovia   | Polonia | 2007-2010 |
| KS Cracovia      | Polonia | 2011      |

- Datos: Q379800